# Anderson Cueto
Anderson Denyro Cueto Sanchez (* 24. Mai 1989 in Lima) ist ein ehemaliger peruanischer Fußballspieler. Der Mittelfeldspieler wurde in Polen und Peru nationaler Meister.

## Karriere
Cueto begann seine Karriere bei Sporting Cristal Lima, wo er über die Jugendmannschaft 2007 in die erste Mannschaft kam. 2008 wechselte er über den großen Teich nach Europa, genauer nach Polen zu Lech Posen.
Sein Debüt in der höchsten polnischen Spielklasse gab Cueto am 24. Februar 2008 gegen Górnik Zabrze. Er wurde in der 90. Minute für Piotr Reiss eingewechselt.
Sein internationales Debüt auf europäischer Ebene gab der Peruaner am 17. Juli 2008 in der Qualifikation zum UEFA-Cup gegen den Vertreter aus Aserbaidschan FK Khazar Lenkoran. Er wurde abermals in der 90. Minute, diesmal für seinen Landsmann Hernan Rengifo, eingewechselt. In Posen spielte er bis Sommer 2010. In dieser Zeit konnte er die Meisterschaft gewinnen, kam dabei jedoch nur zu Kurzeinsätzen.
Im Jahr 2010 kehrte Cueto nach Peru zurück, wo er sich erneut Sporting Cristal anschloss. Auch hier kam er nur unregelmäßig zum Einsatz. Ab Januar 2011 spielte er zwei Jahre lang bei Ligakonkurrent Juan Aurich, wo sich seine Situation nicht verbesserte. Anfang 2013 wechselte er zu Alianza Lima, ein halbes Jahr später zu Real Garcilaso.
Ab Mitte 2014 war er ein halbes Jahr ohne Klub, ehe er bei den Sport Boys anheuerte, die in der zweiten peruanischen Liga spielten. Dort blieb er zwei Jahre. Anfang 2017 wechselte er zu Ligakonkurrent Sport Victoria. Anfang 2018 kehrte er zu Juan Aurich zurück, das gerade in die zweite Liga abgestiegen war. Seit Anfang 2019 spielt er für Pirata FC in der Primera División, stieg mit seiner Mannschaft aber in seiner ersten Saison am Saisonende ab. Seine Karriere beendete er 2021 bei Cultural Santa Rosa.

## Erfolge
Lech Posen
- Polnischer Pokalsieger: 2008/09
- Polnischer Meister: 2009/10

Juan Aurich
- Peruanischer Meister: 2011